# Över-Uman
|  | Uman er også en by i Ukraine |
Över-Uman, eller Överuman, er en opstemmet sø i Rana kommune i Nordland fylke i Norge og Storuman kommune i Västerbottens län i Sverige. På norsk side ved grænsen hedder den Umbukta. Ume älv løber ud fra Overuman.
Uman er ca. 30 km lang og har et areal på 75 kvadratkilometer (hvoraf tre er i Norge). Volemen er 357 millioner kubikmeter og den største dybde er 79 meter. Vandet fra magasinet ledes gennem en lang tunnel til Klippens kraftstation.
Vandmagasinet byggedes i 1965 ved en opdæmning af de daværende søer Över-Uman, Gausjosjö og Stora Umevattnet.

## Eksterne kilder og henvisninger
1. ↑  Norges vassdrags- og energidirektorat NVE